# Dani Ceballos
Daniel „Dani“ Ceballos Fernández (* 7. August 1996 in Utrera) ist ein spanischer Fußballspieler. Der zentrale Mittelfeldspieler steht bei Real Madrid unter Vertrag und ist A-Nationalspieler.

## Karriere

### Vereine
Ceballos stammt aus der Jugend des FC Sevilla und gelangte über CD Utrera im Jahr 2011 zu Betis Sevilla. Am 26. April 2014 kam er bei der 0:1-Niederlage im Heimspiel gegen Real Sociedad San Sebastián zu seinem ersten Einsatz in der Primera División, als er in der 81. Minute für Lorenzo Reyes eingewechselt wurde. Zu diesem Zeitpunkt stand der Abstieg des Vereins in die Segunda División bereits fest. Zur neuen Saison sollte Ceballos für die zweite Mannschaft des Vereins in der drittklassigen Segunda División B auflaufen, kam aber nach nur vier Spielen immer häufiger in der ersten Mannschaft zum Einsatz. Am 21. Dezember 2014 erzielte er beim 2:0-Sieg im Heimspiel gegen Racing Santander mit dem Treffer zum 1:0 in der dritten Minute sein erstes Tor im Profifußball. Ceballos kam in der Saison auf 32 Einsätze und fünf Tore und hatte damit maßgeblichen Anteil an der Meisterschaft und der damit verbundenen Rückkehr in die Primera División.
Zur Saison 2017/18 wechselte Ceballos zu Real Madrid. Er unterschrieb einen Sechsjahresvertrag. Mit dem Verein gewann er in seiner ersten Saison den spanischen Supercup, den UEFA Super Cup sowie die Champions League und wurde FIFA-Klub-Weltmeister.
Zur Saison 2019/20 wechselte Ceballos für ein Jahr auf Leihbasis in die Premier League zum FC Arsenal. Dort kam er unter dem spanischen Cheftrainer Unai Emery und dessen spanischem Nachfolger Mikel Arteta zu 24 Premier-League-Einsätzen (18-mal von Beginn). Dazu kamen zwei Einsätze im EFL Cup sowie fünf Einsätze im FA Cup, den der FC Arsenal gegen den FC Chelsea gewann.
Zur Sommervorbereitung 2020 kehrte Ceballos zunächst zu Real Madrid zurück. Anfang September 2020 wurde mit dem FC Arsenal erneut ein Leihgeschäft bis zum Ende der Saison 2020/21 vereinbart. In seinem zweiten Jahr kam der Mittelfeldspieler auf 25 Ligaeinsätze, von denen er 17-mal in der Startelf stand. Zudem spielte er 3-mal im EFL Cup.
Zur Saison 2021/22 kehrte Ceballos erneut zu Real Madrid zurück.

### Nationalmannschaft
Ceballos debütierte am 13. November 2014 beim 2:0-Sieg im Heimspiel gegen Deutschland für die U19-Nationalmannschaft, als er in der 76. Minute für David Concha eingewechselt wurde. Zwei Tage später gab er beim 5:1-Sieg gegen Frankreich sein Startelfdebüt. Im Juli 2015 nahm er mit der Mannschaft an der Europameisterschaft in Griechenland teil und gewann mit ihr den Titel. Sein erstes Spiel für die U21-Auswahl bestritt Ceballos am 26. März 2015 beim 2:0-Sieg gegen Norwegen. Im Juni 2017 nahm er mit der Mannschaft an der Europameisterschaft in Polen teil. Spanien verlor das Finale gegen Deutschland mit 0:1, Ceballos wurde anschließend als bester Spieler des Turniers ausgezeichnet.
Am 11. September 2018 debütierte Ceballos beim 6:0-Sieg in der Nations League gegen Kroatien in der A-Nationalmannschaft.
2019 nahm Ceballos erneut an der U21-EM teil und bestritt alle fünf Turnierspiele. Im Finale traf Spanien erneut auf Deutschland und gewann diesmal mit 2:1. Im Anschluss wurde Ceballos in die Mannschaft des Turniers gewählt.
Ende Juni 2021 wurde Ceballos in den Kader der spanischen Olympiaauswahl für das Fußballturnier der Olympischen Sommerspiele 2021 berufen und gewann mit seiner Mannschaft die Silbermedaille.

## Titel

### Vereine
International
- Champions-League-Sieger (3): 2018, 2022, 2024
- Klub-Weltmeister (3): 2017, 2018, 2022
- Interkontinental-Pokalsieger: 2024
- UEFA-Super-Cup-Sieger (3): 2017, 2022, 2024

Spanien
- Meister (2): 2022, 2024 (beide Real Madrid)
- Pokalsieger: 2023 (Real Madrid)
- Supercupsieger (3): 2017, 2022, 2024 (alle Real Madrid)
- Zweitligameister und Aufstieg in die Primera División: 2015 (Betis Sevilla)

England
- Pokalsieger: 2020 (FC Arsenal)

### Nationalmannschaft
- U21-Europameister: 2019
- U19-Europameister: 2015
- Olympische Silbermedaille: 2021

### Auszeichnungen
- Bester Spieler der U21-Europameisterschaft: 2017
- Mannschaft des Turniers der U21-Europameisterschaft: 2017, 2019